# Bergman Island
Bergman Island es una película romántica de drama coproducida internacionalmente de 2021, escrita y dirigida por Mia Hansen-Løve. Está protagonizada por Vicky Krieps, Tim Roth, Mia Wasikowska y Anders Danielsen Lie.
Se estrenó mundialmente en el Festival de Cine de Cannes el 11 de julio de 2021. Fue estrenada en Francia el 14 de julio de 2021 por Les films du losange.

## Trama
Una pareja de cineastas, Chris y Tony Sanders, viajan a Fårö, la isla donde vivió y trabajó Ingmar Bergman y que acoge la proyección de una de las películas de Tony. Tony es un admirador de Bergman y se inspira en la isla. Chris, quien es ambivalente con la isla y no le gusta Bergman por sus fallas personales, específicamente como padre, lucha con el bloqueo del escritor y extraña a su hija, June, que se queda con la madre de Chris.
Durante la proyección de la película de Tony, Chris se escapa y explora la isla con Hampus, un estudiante de cine que conoció en la iglesia donde está enterrado Bergman. Después de la proyección, Tony toma el turístico «Bergman Safari» y se molesta cuando Chris no lo acompaña. Cuando llega a casa, Chris confiesa problemas creativos y que extraña a June.
Al día siguiente, Chris le explica a Tony el esquema de su último guion, con la esperanza de que él la ayude con el final que ella no ha podido escribir. En él, los antiguos amantes Amy y Joseph se encuentran en Fårö después de muchos años para la boda de amigos en común. Reavivan su romance a pesar de tener otras relaciones y descubren que no pueden comprometerse entre sí. Joseph abandona la isla sin decírselo a Amy, dejándola desconsolada. Varias veces durante esta secuencia, Tony interrumpe a Chris, recibe llamadas telefónicas o se desconecta, y finalmente dice que no puede ayudarla con el final.
Tony deja Fårö para recoger a June y llevarla a la isla. Solo, Chris viaja a Bergman Estate y se encuentra con Hampus al salir. Él le deja la llave y ella se queda dormida. La despierta el «Joseph» de su guion, a quien se refiere como «Anders», el nombre real del actor. Anders le habla como si estuviera dirigiendo la película, la guía a través de un set en la biblioteca de Bergman y luego asisten a una fiesta del elenco para celebrar el cierre del rodaje a la que asisten los actores de su historia. Chris y Anders se despiden de todo corazón.
Tony regresa a la isla con June, quien se reúne con Chris en un molino de viento en la propiedad de Bergman.

## Reparto
- Mia Wasikowska como Amy / Ella misma
- Vicky Krieps como Chris Sanders
- Tim Roth como Tony Sanders
- Anders Danielsen Lie como Joseph / Él mismo
- Hampus Nordenson como Hampus
- Anki Larsson como Ase
- Kerstin Brunnberg como Hedda
- Melinda Kinnaman como Berit
- Stig Björkman como Stig
- Joel Spira como Jonas
- Clara Strauch como Nicolette
- Matthew Lessner como Super 8 Man

## Producción
En mayo de 2017, se anunció que Greta Gerwig, John Turturro y Mia Wasikowska se habían unido al elenco de la película, con Mia Hansen-Løve dirigiendo un guion que ella escribió. Charles Gillibert fue el productor de la película, bajo su estandarte CG Cinema. En mayo de 2018, Anders Danielsen Lie se unió al elenco de la película, y Rodrigo Teixeira se unió como productor, bajo su estandarte RT Features. En agosto de 2018, se anunció que Vicky Krieps se había unido al elenco de la película, reemplazando a Gerwig, quien tuvo que abandonar debido a conflictos de programación. Piano también se desempeñó como productor de la película, junto con la coproductora Charlotte Dauphin de Dauphin Films. En mayo de 2019, Tim Roth se unió al elenco de la película.

### Rodaje
El rodaje comenzó el 9 de agosto de 2018 en Fårö, una isla de Suecia. La producción se detuvo el 11 de septiembre de 2018 y se reanudó el 17 de junio de 2019.

## Lanzamiento
Bergman Island tuvo su estreno mundial en el Festival de Cine de Cannes el 11 de julio de 2021. Fue estrenada en Francia el 14 de julio de 2021 por Les films du losange. En junio de 2021, IFC Films adquirió los derechos de distribución de la película en Estados Unidos, mientras que MUBI adquirió los derechos de distribución en el Reino Unido e Irlanda. También fue seleccionado en la sección 'Icono' del 26.º Festival Internacional de Cine de Busan y se proyectó en el festival en octubre de 2021. La película tuvo su estreno en América del Norte en el Festival Internacional de Cine de Toronto de 2021 el 13 de septiembre de 2021.

## Recepción crítica
Bergman Island en Rotten Tomatoes tiene una calificación de aprobación del 86% según las revisiones de 107 críticos, con una calificación promedio de 7.80 / 10. El consenso crítico del sitio dice: «Menor pero encantador, la bien actuada Bergman Island utiliza el legado del cineasta titular como plataforma de lanzamiento para una rumia de ensueño sobre el romance y la creatividad». En Metacritic, la película tiene una calificación de 82 sobre 100, basada en 25 críticos, lo que indica «aclamación universal».